# Добовець-при-Рогатцу
Добовець-при-Рогатцу (словен. Dobovec pri Rogatcu) — поселення в общині Рогатець, Савинський регіон, Словенія. Висота над рівнем моря: 252,5 м.